# Andscape
Andscape, anteriormente The Undefeated, es un sitio web de deportes y cultura pop propiedad y operado por ESPN. Lanzado el 17 de mayo de 2016, el sitio se describe a sí mismo como «la principal plataforma para explorar las intersecciones de la raza, los deportes y la cultura».

## Historia
En 2014, ESPN anunció la creación de un nuevo sitio web «que proporcionará cobertura en profundidad, comentarios y conocimientos sobre deportes, raza y cultura dirigidos a la audiencia afroamericana». El editor en jefe Jason Whitlock describió el sitio, que en ese entonces no tenía nombre, como «Grantland negro», una referencia al ahora desaparecido sitio web de deportes ESPN supervisado por el popular columnista deportivo Bill Simmons. Whitlock dijo que el nombre «The Undefeated» («El invicto») se inspiró en un pasaje de la poeta estadounidense Maya Angelou: «Puedes enfrentar muchas derrotas, pero no debes ser derrotado».
Mientras el sitio todavía estaba en desarrollo, un informe de Deadspin afirmó que Whitlock estaba «envenenando» a The Undefeated con un estilo de gestión poco convencional que dificultaba que el sitio atrajera y retuviera talentos de primer nivel, y varias fuentes anónimas documentaron un ambiente de trabajo extremadamente negativo. El 12 de junio de 2015, Whitlock fue destituido de su cargo y él atribuyó su despido a «numerosas razones, incluida mi estúpida creencia de que podía manejar la situación como un entrenador de fútbol. Aprendí que hay un arte en la política corporativa en el que no soy bueno».
El 19 de octubre de 2015, Kevin Merida, autor, periodista y editor en jefe de The Washington Post, asumió el puesto de editor en jefe de The Undefeated. Se fue para convertirse en editor ejecutivo de Los Angeles Times en 2021. Raina Kelley, quien era editora gerente desde 2015, se convirtió en editora en jefe.
El 27 de febrero de 2022, The Undefeated cambió oficialmente su nombre a Andscape. El cambio de nombre se debió a que Andscape tenía la intención de expandirse a la publicación de libros, experiencias en vivo, música, televisión y cine, pero ESPN y Disney no poseían la marca registrada The Undefeated fuera de las noticias y comentarios.

## Logros notables
El 25 de junio de 2016, Michael Jordan emitió una declaración exclusiva a The Undefeated anunciando su donación de 2 millones de dólares a organizaciones que trabajan para mejorar las relaciones entre la policía y la comunidad. En agosto de 2015, The Undefeated organizó una reunión pública titulada An Undefeated Conversation: Athletes, Responsibility, and Violence ("Una conversación invicta: atletas, responsabilidad y violencia"). El evento tuvo lugar en el South Side YMCA de Chicago. Entre los panelistas se encontraba el nativo de Chicago y base de los Chicago Bulls, Dwyane Wade, quien apareció vía satélite. Otros panelistas incluyeron al base de los Chicago Bulls, Rajon Rondo, al ex base de los Detroit Pistons, Isiah Thomas, al base de la WNBA/Chicago Sky, Cappie Pondexter, y los analistas de ESPN Doug Glanville y Marcellus Wiley .
El 11 de octubre de 2016, el sitio albergó The Undefeated Conversation with President Obama: Sports, Race and Achievement («La conversación de The Undefeated con el presidente Obama: deportes, raza y logros»), un foro en la Universidad Estatal A&T de Carolina del Norte en Greensboro.